# Аліса у Дивокраї (фільм, 1999)
Аліса у Дивокраї (англ. Alice in Wonderland) — американсько-британський телефільм 1999 року англійського режисера Ніка Віллінга. Екранізація романів Льюїса Керрола «Аліса у Дивокраї» та «Аліса в Задзеркаллі».

## У ролях
- Тіна Мажоріно — Аліса
- Вупі Голдберг — Чеширський кіт
- Крістофер Ллойд — Білий лицар
- Бен Кінгслі — Гусениця
- Мартін Шорт — Капелюшник
- Джин Вайлдер — Черепаха Квазі
- Джордж Вендт та Роббі Колтрейн — Траляля і Труляля
- Пітер Устінов — Морж
- Піт Постлетуейт — Тесля
- Міранда Річардсон — Чирвова Королева
- Елізабет Спріггс — Герцогиня
- Саймон Рассел Біл - Червоний Король
- Кен Додд - містер Миша
- Дональд Сінден — Грифон
- Джейсон Флемінг — Червоний валет